# Balancán (gmina)
Balancán – gmina we wschodniej części meksykańskiego stanu Tabasco, położona u podstawy półwyspu Jukatan, w odległości około 80 km od wybrzeża Zatoki Meksykańskiej. Jest jedną z 17 gmin w tym stanie. Siedzibą władz gminy jest miasto Balancán.
Ludność gminy Balancán w 2005 roku liczyła 53 058 mieszkańców, co czyni ją przeciętnej liczebności gminą w stanie Tabasco.

## Geografia gminy
Powierzchnia gminy wynosi 3626,10 km² i zajmuje 14.81% powierzchni stanu, co czyni ją drugą pod względem powierzchni w stanie Tabasco. Obszar gminy jest równinny a położenie u nasady półwyspu sprawia, że powierzchnia jest wyniesiona ponad poziom morza średnio o tylko 30 m (10–50 m n.p.m.). Teren w dużej części pokryty jest lasami, które mają charakter lasów deszczowych. Klimat jest bardzo ciepły ze średnią roczną temperaturą wynoszącą 32 °C z absolutnym minimum wynoszącym 20 °C. Wiatry znad Morza Karaibskiego przynoszą dużą ilość gwałtownych opadów (głównie w lecie) czyniąc klimat wilgotnym opadami na poziomie 1866 mm rocznie.

## Gospodarka
Gmina ze względu na położenie i słabą infrastrukturę należy do ubogich. Ludność gminy jest zatrudniona wg ważności w następujących gałęziach: rolnictwie, hodowli, rybołówstwie, usługach i turystyce. Najczęściej uprawia się kukurydzę, ryż, sorgo, fasolę oraz arbuzy i inne gatunki ogrodnicze z przeznaczeniem na rynki Ameryki Północnej. Z hodowli najpowszechniejsza jest hodowla bydła mlecznego.